# NGC 280
NGC 280 je galaksija u zviježđu Andromeda.

## Vanjske poveznice
- SEDS: NGC 280